# Dioscorea megacarpa
Dioscorea megacarpa är en enhjärtbladig växtart som beskrevs av Henry Allan Gleason. Dioscorea megacarpa ingår i släktet Dioscorea och familjen Dioscoreaceae. Inga underarter finns listade i Catalogue of Life.